# Bosson
Bosson (Uppsala, 21 februari 1969) is de artiestennaam van de Zweedse zanger Staffan Olsson. Hij had zijn grote doorbraak met het nummer One in a Million van het album One In A Million dat in 2000/2001 de Top 10 bereikte in Europa en Azië. Het werd tevens gebruikt in de film Miss Congeniality (2000) waarvoor het een Golden Globe-nominatie ontving in de categorie "Beste lied".

## Discografie

### Albums
- 1999 - The Right Time
- 2001 - One In A Million
- 2003 - Rockstar
- 2007 - Future´s Gone Tomorrow, Life Is Here Today

### Singles
- 1997 - Baby Don't Cry
- 1999 - We Live
- 2001 - Over The Mountains
- 2001 - I Believe
- 2001 - One In A Million
- 2002 - This Is Our Life
- 2003 - A Little More Time
- 2003 - You Opened My Eyes
- 2004 - Efharisto
- 2006 - You
- 2007 - What If I

- Gemeinsame Normdatei: 135210658
- Library of Congress Control Number: n2004080249
- MusicBrainz: 76dc09d5-f721-4101-9765-8c34f270e5db
- Virtual International Authority File: 267857383